# Tony de Brum

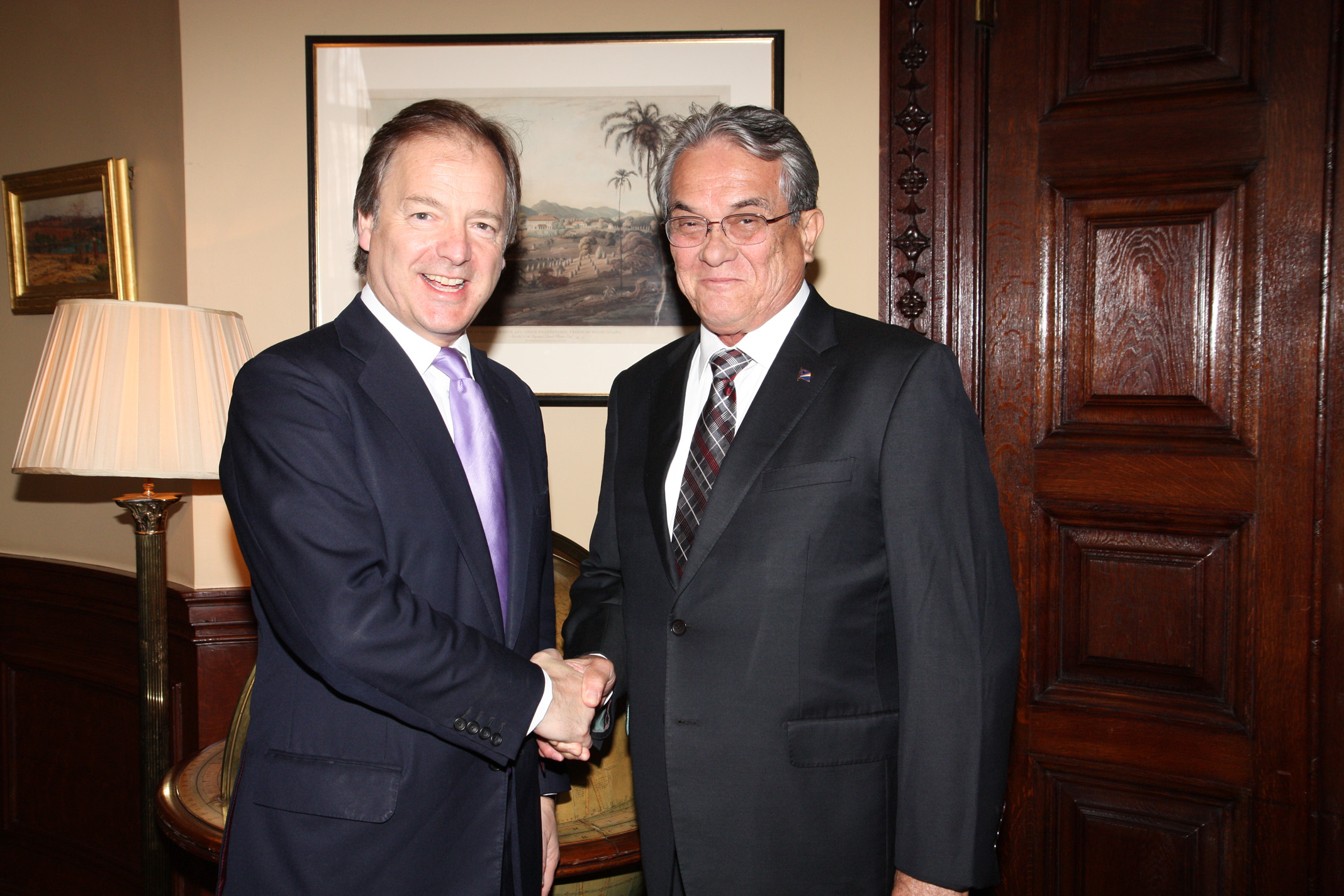
Tony de Brum (rechts) mit dem britischen Außenamts-Staatssekretär Hugo Swire 2013

Tony de Brum (auch deBrum; * 26. Februar 1945 auf Tuvalu; † 22. August 2017 in Majuro) war ein Politiker der Marshallinseln. Von März 2014 bis Januar 2016 war er Außenminister dieses kleinen Inselstaats im Pazifik.
De Brum verlebte seine Kindheit, Jugend und Adoleszenz auf den Marshallinseln, als diese unter US-amerikanischer Verwaltung standen und als Kernwaffentestgebiet benutzt wurden. Er studierte an der University of Hawaii und war dort an einem 1976 veröffentlichten Marshallesisch-Englisch-Wörterbuch beteiligt.
Nachdem die USA 1979 den Marshallinseln Selbstverwaltung gewährten, war de Brum bis 1987 erster Außenminister der noch nicht vollständig souveränen Republik. Zum zweiten Mal übernahm de Brum das Auswärtige Amt Anfang 2008, als er vom neu gewählten Präsidenten Litokwa Tomeing in dessen Kabinett gerufen wurde. Ende Februar 2009 wurde er von Tomeing entlassen und durch John Silk ersetzt. De Brum vertrat gegenüber den USA – die einen Großteil des Staatshaushaltes der Marshallinseln finanzieren – eine konfrontative Haltung und hatte in dieser Angelegenheit den Präsidenten offen kritisiert. Zurück in die Regierung kam de Brum nach der Wahl von Christopher Loeak Anfang 2012. Loeak machte ihn zum Minister in Assistance to the President, dessen Aufgaben denen eines Vizepräsidenten gleichkommen. Am 17. März 2014 wurde de Brum zum dritten Mal Außenminister der Marshallinseln.
Wichtigste Themen für de Brums politische Arbeit waren der Klimawandel, von dem die Marshallinseln durch den Meeresspiegelanstieg besonders gefährdet sind, sowie die nukleare Abrüstung. Zu einer im April 2014 vor dem Internationalen Gerichtshof eingebrachten Klage gegen acht Atommächte erklärte de Brum: „Unsere Leute haben unter dem katastrophalen und nicht wieder gutzumachenden Schaden dieser Waffen gelitten und wir schwören weiter zu kämpfen, damit kein anderer auf der Erde jemals diese Gräueltaten erlebt.“ Zusammen mit dem Volk der Marshall-Inseln wurde de Brum 2015 der Right Livelihood Award, bekannt als der „alternativer Nobelpreis“, verliehen „in Anerkennung ihrer Vision und ihres Mutes, mit rechtlichen Mitteln gegen die Atommächte vorzugehen, weil diese ihren Abrüstungsverpflichtungen aus dem Atomwaffensperrvertrag nicht nachkommen“.
Im selben Jahr erhielt er den Nuclear-Free Future Award in der Kategorie Lösungen.
Bei der UN-Klimakonferenz Mitte Dezember 2015 in Paris gelang es ihm, eine Koalition („High Ambition Coalition“, übersetzt etwa „Koalition mit ehrgeizigen Zielen“) zwischen Entwicklungs- und Industriestaaten zu bilden. Dies trug maßgeblich dazu bei, dass die Klimakonferenz erfolgreich mit dem Übereinkommen von Paris endete. Dafür wurde er posthum  mit dem Deutschen Umweltpreis ausgezeichnet.

## Sonstiges
Tony de Brum war auch Abgeordneter im Parlament der Marshallinseln (Nitijeļā), er wurde zuletzt 2011 als einer der Vertreter Kwajaleins gewählt. Im Dezember 2015 wurde er nicht wiedergewählt.